# Walter Gargano
Walter Alejandro Gargano Guevara (Paysandú, 23 juli 1984) is een Uruguayaans betaald voetballer die op het middenveld speelt. Hij verruilde Monterrey in juli 2017 voor Peñarol. Gargano maakte in mei 2006 zijn debuut in het Uruguayaans voetbalelftal en speelde meer dan zestig interlands.

## Clubcarrière
De 1.68 meter lange Gargano debuteerde in 2004 in het betaald voetbal bij Danubio<, waar hij ook de jeugdopleiding doorliep. Hij werd met de club in zowel 2004 als in het seizoen 2006/07 landskampioen. In de daaropvolgende zomer verkaste hij naar Napoli. Gargano kreeg direct na zijn komst in het seizoen 2007/08 een basisplaats in Napels en stond die vervolgens niet meer af. Doordat hij in maart 2009 zijn linkervoet brak, miste hij wel de eindfase van het seizoen 2008/09. De breuk moest een paar maanden herstellen, maar aan het begin van jaargang 2009/10 keerde Gargano terug in Napoli's basisopstelling.
Gargano stond acht seizoenen onder contract bij Napoli. Een sportief hoogtepunt in die tijd was een derde plek in de Serie A in het seizoen 2010/11, met als gevolg hiervan zijn debuut in de UEFA Champions League in het seizoen daarna. Napoli verhuurde Gargano gedurende het seizoen 2012/13 aan Internazionale en gedurende 2013/14 aan Parma, maar nam hem in 2014/15 weer op in de ploeg. Hiermee speelde hij dat jaar opnieuw in de Champions League.
Gargano tekende in juli 2015 een contract bij Monterrey.

## Clubstatistieken
| Seizoen | Club             | Competitie       | Duels | Goals |
| ------- | ---------------- | ---------------- | ----- | ----- |
| 2004    | Danubio          | Primera División | 11    | 0     |
| 2005    | Danubio          | Primera División | 14    | 1     |
| 2006    | Danubio          | Primera División | 31    | 0     |
| 2007    | Danubio          | Primera División | 27    | 2     |
| 2007/08 | Napoli           | Serie A          | 34    | 2     |
| 2008/09 | Napoli           | Serie A          | 26    | 0     |
| 2009/10 | Napoli           | Serie A          | 36    | 0     |
| 2010/11 | Napoli           | Serie A          | 36    | 0     |
| 2011/12 | Napoli           | Serie A          | 33    | 2     |
| 2012/13 | → Internazionale | Serie A          | 28    | 0     |
| 2013/14 | → Parma          | Serie A          | 22    | 1     |
| 2014/15 | Napoli           | Serie A          | 24    | 0     |
| 2015/16 | Monterrey        | Liga MX          | 30    | 0     |
| 2016/17 | Monterrey        | Liga MX          | 27    | 0     |
| 2017    | Peñarol          | Primera División | 16    | 0     |
| 2018    | Peñarol          | Primera División | 10    | 1     |
| 2019    | Peñarol          | Primera División | 7     | 0     |

## Interlandcarrière
Bondscoach Oscar Tabárez liet Gargano in mei 2006 debuteren in het Uruguayaanse nationale elftal. Een jaar later mocht hij mee naar de Copa América 2007, waar hij drie keer inviel. In de kwalificatiereeks voor het WK 2010 werd Gargano een vaste waarde in de basisopstelling, waarop Tabárez hem ook meenam naar het eindtoernooi. Daarop kwam hij in 90e minuut van de tweede wedstrijd tegen Zuid-Afrika bij een 0-3-voorsprong voor het eerst in actie, als wissel voor Diego Pérez. Zijn volgende speelminuten volgden in de halve finale tegen Nederland (3-2 verlies), die hij van begin tot einde meemaakte.

## Erelijst
Napoli
- Coppa Italia

2011/12
- Supercoppa

2014
 Uruguay
- Copa América

2011